# Raymordella transversalis
 Raymordella transversalis es una especie de coleóptero de la familia Mordellidae.

## Distribución geográfica
Habita en Sudáfrica.